# Acraea pseudohumilis
Acraea pseudohumilis är en fjärilsart som beskrevs av Stoneham 1943. Acraea pseudohumilis ingår i släktet Acraea och familjen praktfjärilar. Inga underarter finns listade i Catalogue of Life.